# Athyrmina albigutta
Athyrmina albigutta là một loài bướm đêm trong họ Noctuidae.